# 柏林鎮區 (密歇根州聖克萊爾縣)
柏林鎮區（英語：Berlin Township）是位於美國密歇根州聖克萊爾縣的一個行政鎮區。

## 地方資料
柏林鎮區的面積為96.20平方千米，當中陸地面積為96.20平方千米，而水域面積為0.00平方千米。根據2020年美國人口普查的數據，當地共有人口3115人，而人口密度為每平方千米32.38人。